# Ribnica
Ribnica () je mesto v Sloveniji in središče istoimenske občine, ki leži na Ribniškem polju na jugovzhodu Slovenije, na ravnem svetu med vzpetinama Mala in Velika gora. Razprostira se ob obeh bregovih ponikalnice Bistrice z jedrom ob trški glavni ulici, kjer stojijo župnijska cerkev Župnije Ribnica, posvečena sv. Štefanu, kmetijska zadruga, kulturni dom in različni lokali. Ob sosednjem bregu stoji grad Ribnica, ki je bil med drugo svetovno vojno požgan in kasneje delno obnovljen, zdaj je v njem muzej obrti. Ob robu naselja je železniška postaja na progi med Grosupljem in Kočevjem. Ribnica obsega predele Na mlaki (Mala in Velika mlaka), Marof, Sveti Rok, Videm, Ugar, Tičja Gasa, Pungrt, Gorenja vas, Lepovče, Gornje Lepovče in Mala Hrovača, medtem ko se je vas Hrovača, ki je del sklenjene poselitve mesta in kjer je tudi ribniško pokopališče, v novejšem času spet osamosvojila. Ob cesti proti Kočevju se poselitev nadaljuje z Goričo vasjo, Nemško vasjo, Dolenjo vasjo in nato z Rakitnico, proti severu pa z Bregom pri Ribnici. 

## Zgodovina
Ribnica naj bi bila prvič omenjena leta 1082, ko naj bi se Katarina Žovneška poročila s Turjačanom Konradom in za doto prinesla ribniško graščino. Ta letnica je sporna, saj so zgodovinarji turjaško rimano genealogijo, kjer so bili ohranjeni zapisi, označili za nezanesljiv vir. Prva zanesljiva omemba Ribnice sega v leto 1220, ko to področje obvladuje fevdalna rodbina Turjačanov, in sicer kot gospostvo Rewenicz. Leta 1263, pod Ortenburžani, se omenja grad kot Castrum Reiuenz, v srednjem veku pa se ime ponemči, in najdemo Ribnico kot Reiffnitz.
Intenzivneje se je začela širiti po letu 1962, ko je postala sedež razširjene občine. Status mesta je Ribnica dobila šele leta 2006.

## Gospodarstvo
V leto 1492 datira listina cesarja Friderika III., s katero so prebivalci dobili pravico do prodajanja pridelkov, živine in domačih izdelkov. Na podlagi nje sta se razvila krošnjarstvo in izdelovanje znamenite ribniške suhe robe. Pomembnejše gospodarske dejavnosti v kraju so zdaj poleg obrti še predelava lesa in izdelava stavbnega pohištva ter kovinarstvo. Tradicijo obrtništva predstavlja Ribniški sejem suhe robe in lončarstva, ki je znan v širšem slovenskem prostoru.

## Ljudje, povezani s krajem
- Zmaga Kumer (1924–2008), slavistka in etnomuzikologinja
- Ivan Šušteršič (1863–1925), slovenski advokat in politik
- Filip Tekavec - Gašper (1912–1983), komandant partizanske ribniške čete
- Janez Oražem (1889–1965), zdravnik; Zdravstveni dom Ribnica nosi njegovo ime
- Ferdinand Chesarek (1914–1993), ameriški general; oče je izhajal z ribniškega trga.
- Erika Žnidaršič, TV voditeljica in novinarka
- Bojan Adamič (1912–1995), skladatelj, dirigent in aranžer
- Stane Mancini (1931–2019), pevec zabavne in narodnozabavne glasbe
- Jože Tanko, politik in državnozborski poslanec
- France Prešeren, slovenski pesnik in pravnik
- Franc Mihelič, pevec in glasbenik
- France Mihelič (1907–1998), slikar, grafik, ilustrator, akademik
- Milan Mihelič (1925–2021), arhitekt, akademik
- Ignacij Merhar (1865–1944), organizator slovenskega gasilstva
- Ivan Prijatelj (1875–1937) slovstveni zgodovinar, univerzitetni profesor
- Franja Bojc Bidovec (1913–1985), partizanska zdravnica
- Majda Šilc, partizanka in narodna herojinja; doprsni kip se nahaja ob glavni cesti pri vrtcu Ribnica
- Marina Češarek, ena zadnjih obsojenih čarovnic na ribniško-kočevskem območju
- Matija Maležič (1916–2012), partizan in politik
- Janez Podboj (1848–1910), duhovnik, pesnik
- Anton Burgar (1883–1968), filolog, šolnik (ravnatelj kočevske gimnazije), Gregorčičev biograf
- Ignacij Burgar (1874–1905), duhovnik in publicist v Ameriki
- Joža Lavrič (1799–1870), ljudski pesnik, učitelj petja, kipar in rezbar
- Franjo Lovšin (1863–1931), učitelj
- Peter Lovšin, glasbenik in športni novinar
- Ivan Hudnik, glasbenik